# Plaquette 106 jaar Hindoestaanse immigratie
De plaquette voor 106 jaar Hindoestaanse immigratie staat aan de Waterkant in Paramaribo, Suriname. Het werd gemaakt door Krishnapersad Khedoe en op 4 juni 1979 onthuld op een heuphoge lezenaar bij een niemboom.
De niemboom werd daar 31 jaar eerder geplant, op 5 juni 1948, in aanwezigheid van honderden geïnteresseerden. Niembomen zijn voor Hindoestanen belangrijk vanwege de geneeskrachtige werking tegen ziektes als lepra, suikerziekte en huidaandoeningen. De boom werd speciaal voor deze gelegenheid uit India geïmporteerd, waar deze boom inheems is en op dorre ondergronden groter wordt dan in Suriname. Nabij, op het Gouvernementsplein, werd tijdens de viering een krans bij het standbeeld koningin Wilhelmina gelegd. Verder werden die dag dankdiensten gehouden in tempels, moskeeën en kerken.
De tekst op de plaquette luidt: "Deze niemboom werd op 5 juni 1948 geplant om het feit te gedenken dat 75 jaar geleden de Hindustanen voor het eerst voet aan wal zetten op Surinaamse grond – Aangeboden door stichting Mata Guari op 4 juni 1979".